# شارا (داغستان)
شارا (به لاتین: Shara) یک منطقهٔ مسکونی در روسیه است که در شهرستان لاکسکی واقع شده‌است.